# Dendrobium katherinae
Dendrobium katherinae är en orkidéart som beskrevs av Alex Drum Hawkes. Dendrobium katherinae ingår i släktet Dendrobium, och familjen orkidéer. Inga underarter finns listade i Catalogue of Life.